# Emmesomyia lupata
Emmesomyia lupata este o specie de muște din genul Emmesomyia, familia Anthomyiidae, descrisă de Ackland în anul 1995.
Este endemică în Angola. Conform Catalogue of Life specia Emmesomyia lupata nu are subspecii cunoscute.